# Суб'єкт господарювання
Суб'єкт господарювання (англ. business entity, economic entity, economic operator, фр. opérateur économique, commercial entities) — поняття, що застосовується у законодавстві та бухгалтерському обліку для позначення  будь-якої фізичної чи юридичної особи, замовника чи групу таких осіб та/або суб’єктів, у тому числі будь-які тимчасові об’єднання підприємств, які пропонують виконання робіт та/або роботи, постачання продуктів або надання послуг на ринку.
В статті 13 Конституції України зазначено, що держава забезпечує захист прав усіх суб'єктів права власності і господарювання.

## Визначення
В Господарському кодексі України 
Суб'єктами господарювання визнаються учасники господарських відносин, які здійснюють господарську діяльність, реалізуючи господарську компетенцію (сукупність господарських прав та обов'язків), мають відокремлене майно і несуть відповідальність за своїми зобов'язаннями в межах цього майна, крім випадків, передбачених законодавством (ст. 55 ГК України).
В сфері економічної конкуренції:
Суб'єкт господарювання — юридична особа незалежно від організаційно-правової форми та форми власності чи фізична особа, яка займається діяльністю з виробництва, реалізації, придбання товарів, іншою господарською діяльністю; будь-яка юридична або фізична особа, яка здійснює контроль над суб'єктами господарювання, група суб'єктів господарювання, якщо один або декілька з них здійснюють контроль над іншими. 
Поняття суб'єкта господарювання обґрунтоване теорією господарювання, яка виходить з того, що суб'єктами господарювання є учасники господарських відносин, тобто організації та їхні структурні підрозділи. Окремі громадяни, якщо вони здійснюють підприємництво без створення підприємства, також мають визнаватися суб'єктами господарювання, а не суб'єктами цивільного права, як вважалося раніше, хоч їхній правовий статус потребує детального дослідження.
Суб'єктами господарювання є:
1) господарські організації - юридичні особи, створені відповідно до Цивільного кодексу України, державні, комунальні та інші підприємства, створені відповідно до цього Кодексу, а також інші юридичні особи, які здійснюють господарську діяльність та зареєстровані в установленому законом порядку;
2) громадяни України, іноземці та особи без громадянства, які здійснюють господарську діяльність та зареєстровані відповідно до закону як підприємці.

Серед організацій — суб'єктів господарювання можна виділити: а) організації, які у вигляді професійного промислу виробляють і реалізують для суспільних (не власних) потреб продукцію, виконують роботи, надають послуги; б) організації — споживачі результатів господарської діяльності; в) організації, що здійснюють професійну управлінську діяльність в економіці.
Закон України «Про власність» від  № 697-XII втратив чинність (Втрата чинності від 20.06.2007, підстава 997-16).
Закону України «Про підприємства в Україні» від  № 887-XII втратив чинність (Втрата чинності від 01.01.2004, підстава 436-15) .
Суб'єкти господарювання мають ряд ознак правосуб'єктності, закріплених господарським законодавством.
1. суб'єкти мають певну організаційно-правову форму, в якій здійснюється господарська або управлінська діяльність. Організаційно-правову форму можна визначити як передбачену або санкціоновану правом організаційну структуру, в якій діє суб'єкт господарювання. Це або одна з форм підприємства, або установа (наприклад, міністерство), або організація (наприклад, об'єднання громадян, яке є учасником господарських відносин). За загальним правилом, порядок створення, діяльності, реорганізації та ліквідації окремих організаційних форм суб'єктів господарювання визначається законодавством України (підприємства, об'єднання підприємств, міністерства тощо). Крім того, підприємець має право вибору організаційно-правової форми свого підприємства. Це може бути одна з передбачених законом форм або навіть і не передбачена (наприклад, запозичена з-за кордону). У цьому разі підприємець керується Законом України «Про підприємництво» та своїм статутом.
2. суб'єкт господарювання має юридична відокремлене і закріплене за ним майно у формі основних фондів, оборотних коштів, інших цінностей. Тобто у майновому відношенні суб'єкт господарювання є самостійним і не залежить у своїх рішеннях від засновників і учасників. Майно суб'єкта господарювання відокремлюється і закріплюється за ним у правовій формі, елементами якої господарське право визначило установчі документи (установчий договір, статут, акт про створення, положення) суб'єкта, самостійний або зведений (для господарських об'єднань) баланс, який відображає вартість майна суб'єкта в цілому, поточний та інші рахунки в банках.Правом власності і господарським законодавством щодо управління майном визначається правовий титул, за яким майно належить суб'єктові. Це може бути право власності, право повного господарського відання (зокрема, щодо державних підприємств), право оперативного управління (щодо міністерств, інших державних установ і організацій, що перебувають на державному бюджеті, щодо казенних підприємств), право оренди (орендні та інші підприємства, утворені на базі орендованого майна).
3. суто юридична ознака суб'єкта господарювання - господарська правосуб'єктність. Суб'єкт господарювання має основану на" законі можливість набувати від свого імені майнові та особисті немайнові права, вступати в зобов'язання, виступати у судових органах. Правосуб'єктність суб'єкта господарювання доктринально визначається як господарська компетенція, тобто сукупність встановлених законодавством і набутих у господарських правовідносинах прав та обов'язків. Суб'єкти господарювання (крім підрозділів організацій та громадян-підприємців) є юридичними особами.

Отже, суб'єкти господарювання — це фізічні особи - підприємці чи організації, які на основі юридично відокремленого майна в межах своєї господарської компетенції безпосередньо здійснюють господарську діяльність і використання її результатів або управлінську діяльність в економіці.

## Утворення суб'єкта господарювання
Суб'єкт господарювання може бути утворений за рішенням власника (власників) майна або уповноваженого ним (ними) органу, а у випадках, спеціально передбачених законодавством, також за рішенням інших органів, організацій і громадян шляхом заснування нового, реорганізації (злиття, приєднання, виділення, поділу, перетворення) діючого (діючих) суб'єкта господарювання з додержанням вимог законодавства.

Суб'єкти господарювання можуть утворюватися шляхом примусового поділу (виділення) діючого суб'єкта господарювання за розпорядженням антимонопольних органів відповідно до антимонопольно-конкурентного законодавства України.

Створення суб'єктів господарювання здійснюється з додержанням вимог антимонопольно-конкурентного законодавства.

Суб'єкт господарювання може створюватися та діяти на підставі модельного статуту, затвердженого Кабінетом Міністрів України, що після його прийняття учасниками стає установчим документом.

Якщо суб'єкт господарювання створюється та діє на підставі модельного статуту то в рішенні про його створення, яке підписується усіма засновниками, зазначаються відомості про його найменування, мету і предмет господарської діяльності, а також інформація про провадження діяльності на основі модельного статуту (ст. 56 ГК України).

### Державна реєстрація суб'єкта господарювання
Суб'єкт господарювання підлягає державній реєстрації як юридична особа чи фізична особа-підприємець у порядку, визначеному законом.

Відкриття суб'єктом господарювання філій (відділень), представництв без створення юридичної особи не потребує їх державної реєстрації.

Відомості про відокремлені підрозділи суб'єктів господарювання залучаються до її реєстраційної справи та включаються до Єдиного державного реєстру в порядку, визначеному законом (ст. 58 ГК України).

### Установчі документи
Установчими документами суб'єкта господарювання є рішення про його утворення або засновницький договір, а у випадках, передбачених законом, статут (положення) суб'єкта господарювання.

В установчих документах повинні бути зазначені найменування суб'єкта господарювання, мета і предмет господарської діяльності, склад і компетенція його органів управління, порядок прийняття ними рішень, порядок формування майна, розподілу прибутків та збитків, умови його реорганізації та ліквідації, якщо інше не передбачено законом.

У засновницькому договорі засновники зобов'язуються утворити суб'єкт господарювання, визначають порядок спільної діяльності щодо його утворення, умови передачі йому свого майна, порядок розподілу прибутків і збитків, управління діяльністю суб'єкта господарювання та участі в ньому засновників, порядок вибуття та входження нових засновників, інші умови діяльності суб'єкта господарювання, які передбачені законом, а також порядок його реорганізації та ліквідації відповідно до закону.

Статут суб'єкта господарювання повинен містити відомості про його найменування, мету і предмет діяльності, розмір і порядок утворення статутного капіталу та інших фондів, порядок розподілу прибутків і збитків, про органи управління і контролю, їх компетенцію, про умови реорганізації та ліквідації суб'єкта господарювання, а також інші відомості, пов'язані з особливостями організаційної форми суб'єкта господарювання, передбачені законодавством. Статут може містити й інші відомості, що не суперечать законодавству.

Положенням визначається господарська компетенція органів державної влади, органів місцевого самоврядування чи інших суб'єктів у випадках, визначених законом.

Статут (положення) затверджується власником майна (засновником) суб'єкта господарювання чи його представниками, органами або іншими суб'єктами відповідно до закону(ст. 57 ГК України).

## Припинення діяльності суб'єкта господарювання
Припинення діяльності суб'єкта господарювання здійснюється шляхом його реорганізації (злиття, приєднання, поділу, перетворення) або ліквідації - за рішенням власника (власників) чи уповноважених ним органів, за рішенням інших осіб - засновників суб'єкта господарювання чи їх правонаступників, а у випадках, передбачених законами, - за рішенням суду (ст. 59 ГК України).

У разі злиття суб'єктів господарювання усі майнові права та обов'язки кожного з них переходять до суб'єкта господарювання, що утворений внаслідок злиття.

У разі приєднання одного або кількох суб'єктів господарювання до іншого суб'єкта господарювання до цього останнього переходять усі майнові права та обов'язки приєднаних суб'єктів господарювання.

У разі поділу суб'єкта господарювання усі його майнові права і обов'язки переходять за роздільним актом (балансом) у відповідних частках до кожного з нових суб'єктів господарювання, що утворені внаслідок цього поділу. У разі виділення одного або кількох нових суб'єктів господарювання до кожного з них переходять за роздільним актом (балансом) у відповідних частках майнові права і обов'язки реорганізованого суб'єкта.

У разі перетворення одного суб'єкта господарювання в інший до новоутвореного суб'єкта господарювання переходять усі майнові права і обов'язки попереднього суб'єкта господарювання.

Суб'єкт господарювання ліквідується:
- за ініціативою осіб, зазначених у частині першій статті 59 ГК України;
- у зв'язку із закінченням строку, на який він створювався, чи у разі досягнення мети, заради якої його було створено;
- у разі визнання його в установленому порядку банкрутом, крім випадків, передбачених законом;
- у разі скасування його державної реєстрації у випадках, передбачених законом.

Скасування державної реєстрації позбавляє суб'єкта господарювання статусу юридичної особи і є підставою для вилучення його з державного реєстру. Суб'єкт господарювання вважається ліквідованим з дня внесення до державного реєстру запису про припинення його діяльності. Такий запис вноситься лише після затвердження ліквідаційного балансу відповідно до вимог цього Кодексу та подання головою ліквідаційної комісії або уповноваженою ним особою документів для проведення державної реєстрації припинення юридичної особи або припинення діяльності фізичною особою - підприємцем у порядку, визначеному Законом України "Про державну реєстрацію юридичних осіб та фізичних осіб - підприємців".

Оголошення про реорганізацію чи ліквідацію господарської організації або припинення підприємницької діяльності фізичної особи - підприємця протягом десяти робочих днів з дня внесення відповідного запису до зазначеного реєстру підлягає опублікуванню у виданні центрального органу виконавчої влади, що реалізує державну політику у сфері державної реєстрації юридичних осіб та фізичних осіб - підприємців, в якому зазначаються відомості з єдиного державного реєстру.

Порядок припинення суб'єкта господарювання визначається законодавством (ст. 59 ГК України).